# Dýrafjörður
Der Dýrafjörður ist ein Fjord in der isländischen Region Vestfirðir (Westfjorde).
Er liegt nördlich des Arnarfjörður und südlich des Önundarfjörður. Der Dýrafjörður ist etwa 9 km breit und reicht 32 km ins Land. Am südlichen Ufer liegt der Ort Þingeyri. Einer der vier Landnehmer in diesem Fjord war Dýri von Sunnmæri, nach ihm wurde der Fjord benannt.
Von geschichtlicher Bedeutung ist der Hof Núpur am Nordufer. Er war der Stammsitz von einem der mächtigsten Häuptlingsgeschlechter Islands im Mittelalter, den Núpverjar. Von seinem Hof ist nichts mehr erhalten. An dessen Stelle steht nun ein Hotel.
Etwa um den halben östlichen Teil des Fjordes verlief der Vestfjarðavegur . Im Jahr 1990 wurden eine 120 m lange Brücke und ein Damm fertiggestellt, die die Umrundung des inneren Fjordes abkürzen.
In diesem Bereich wurde am 25. Oktober 2020 die Dýrafjarðargöng eröffnet.
Der Tunnel zum Arnarfjörður löst die Passstraße über die Hrafnseyrarheiði ab.
Das abgelöste Teilstück des Vestfjarðavegurs nach Þingeyri jetzt Þingeyrarvegur .

## Höfe und Bauwerke
Am Nordufer des Fjordes steht die Kirche Mýrakirkja, die 1897 aus Holz gebaut wurde, das aus Norwegen importiert worden war. Sie wurde 1952–1953 umgebaut und 1953 neu geweiht. In ihrem Innern sind ein Retabel von 1775 und ein kleiner Schrank von 1696 besonders beachtenswert.

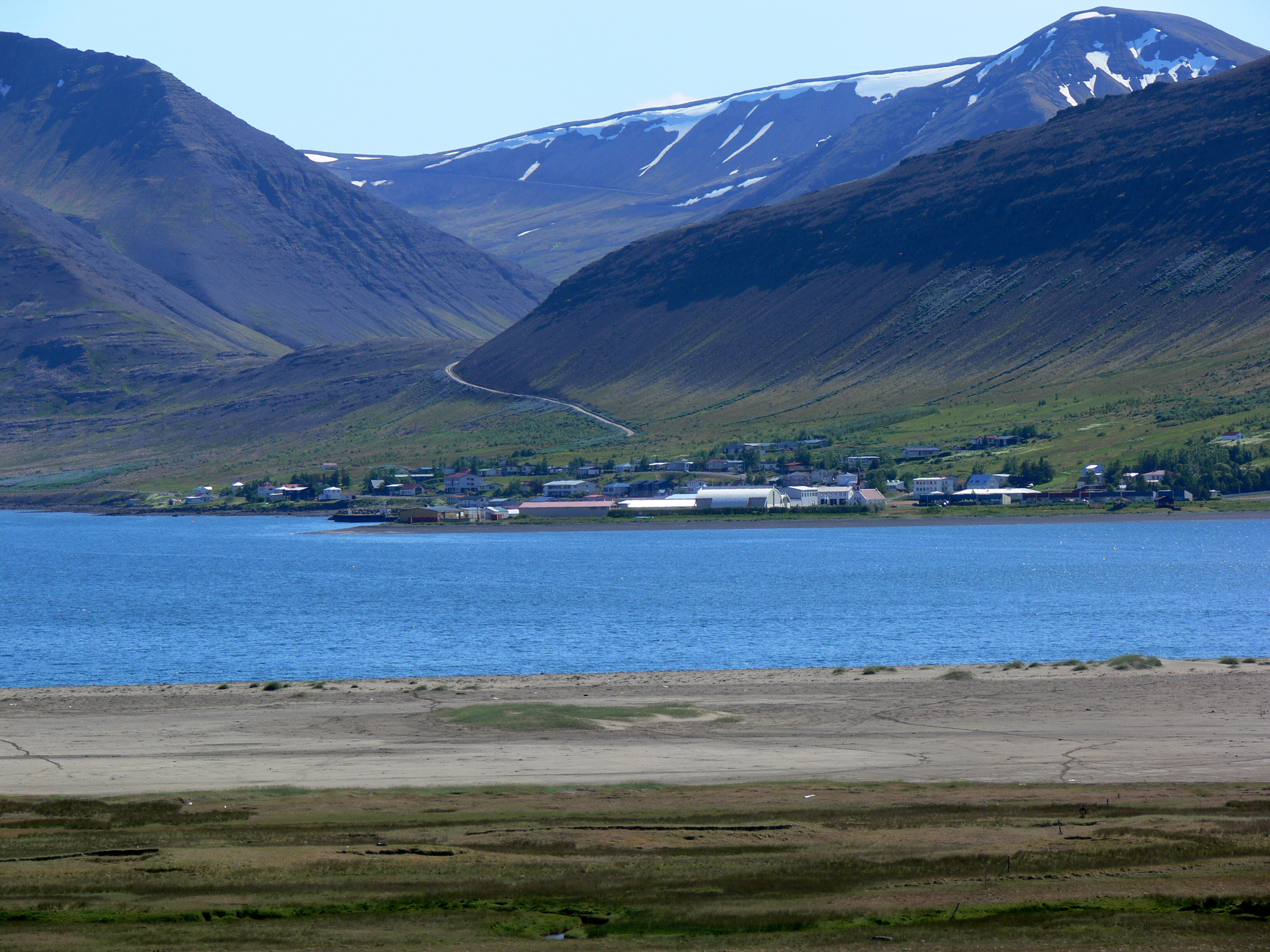
Þingeyri
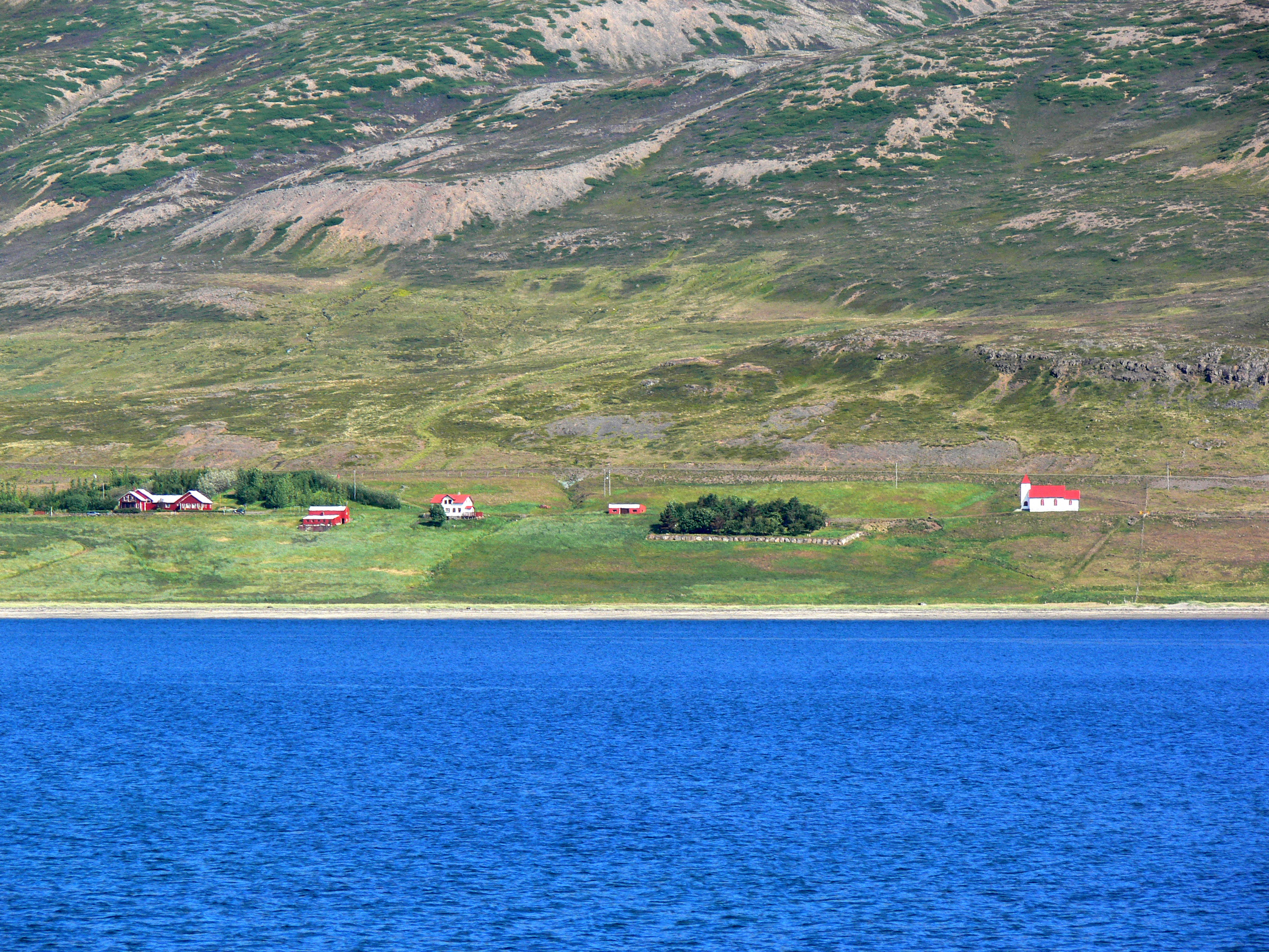
Mýrar am Nordufer. Die Stelle war schon um 1200 besiedelt.
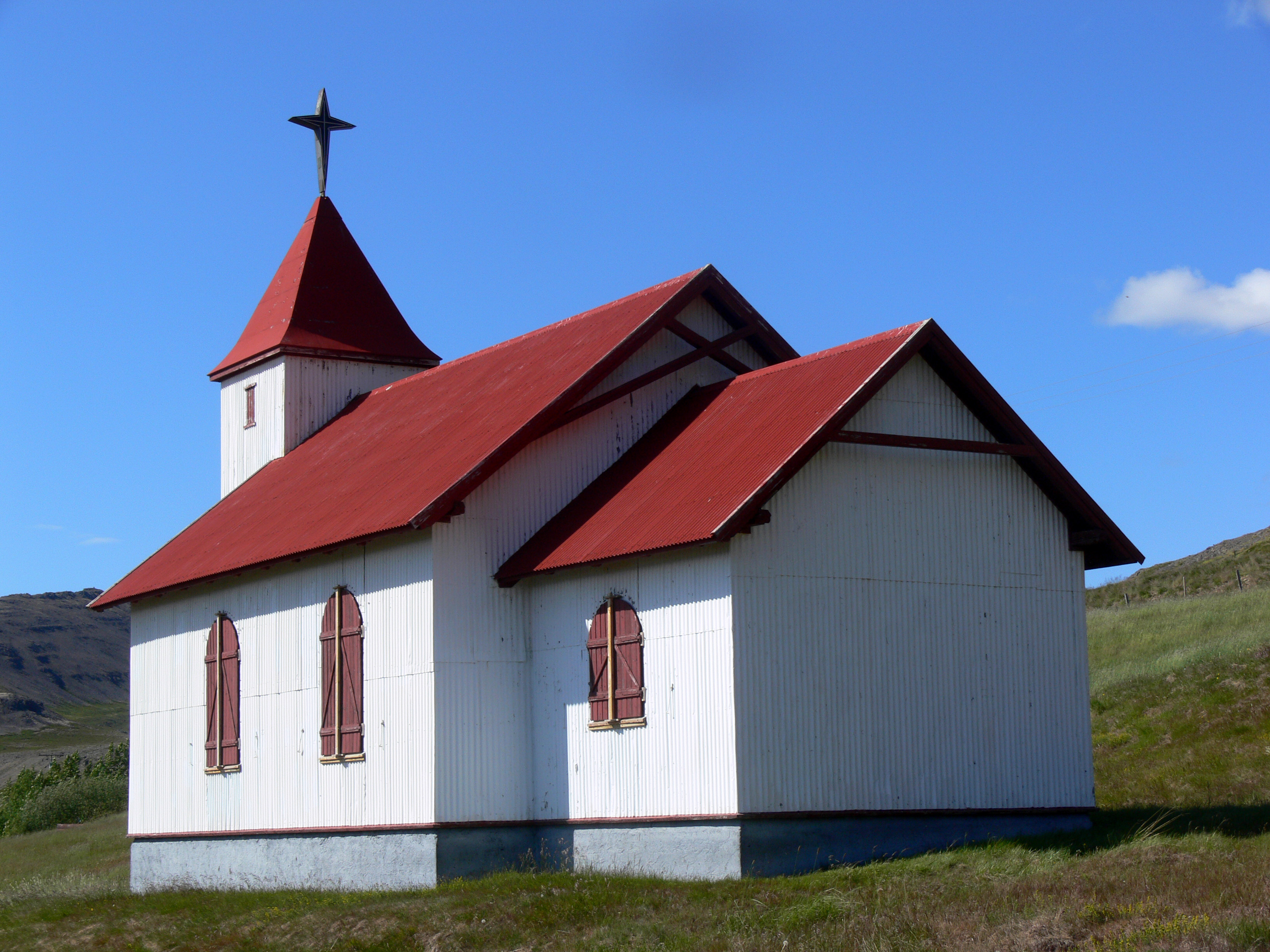
Mýrakirkja
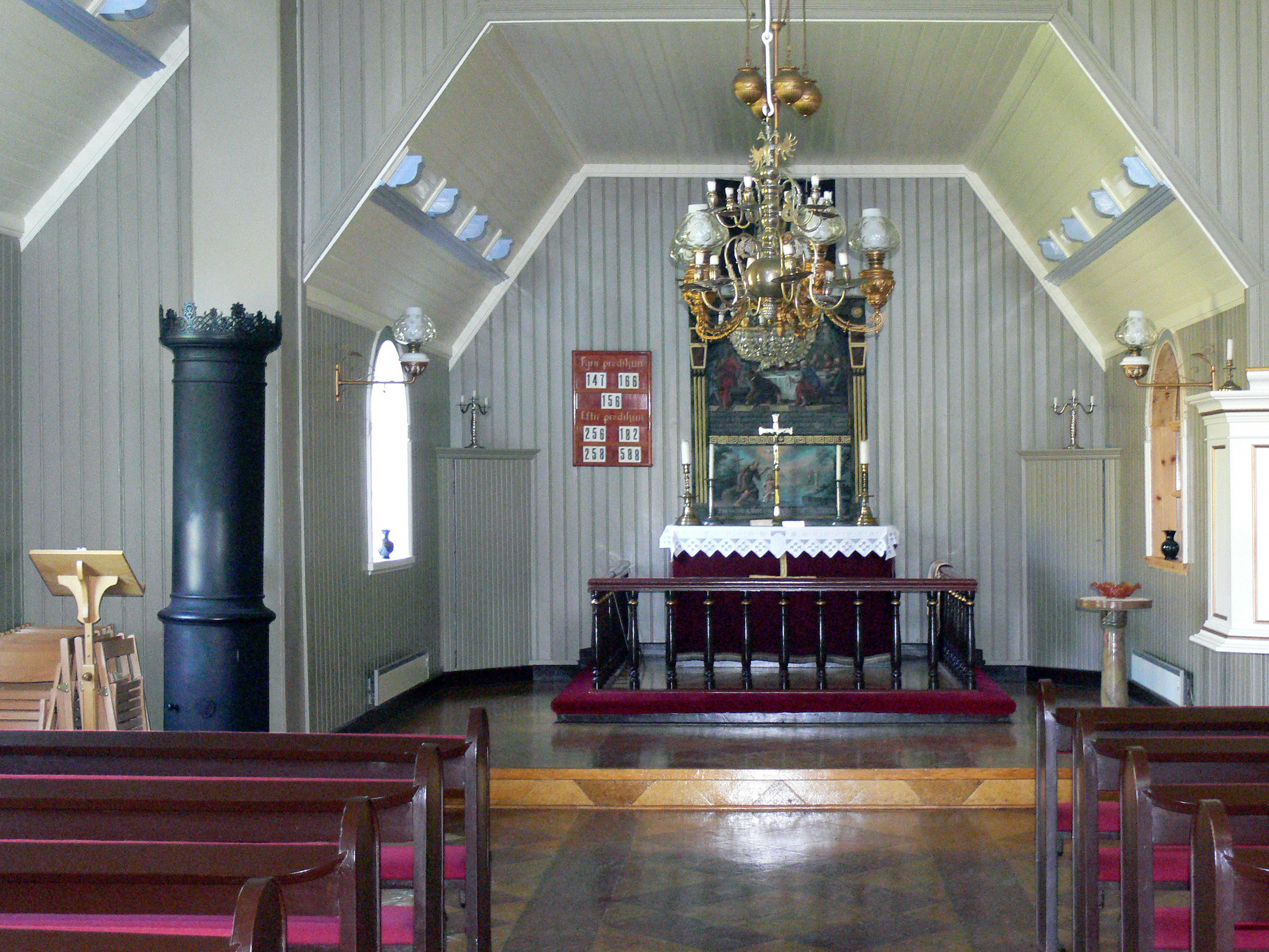
Mýrakirkja
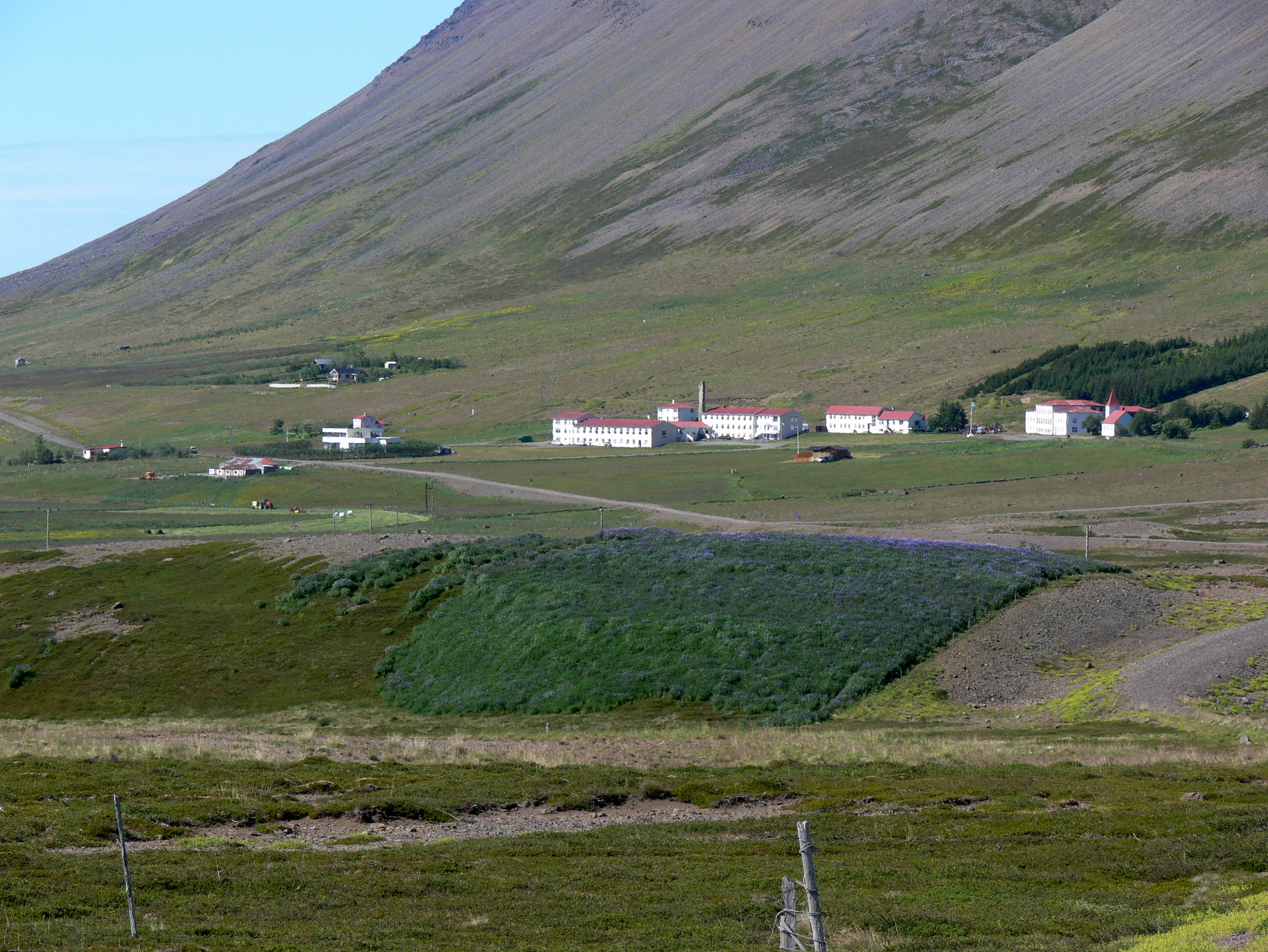
Gehöft Núpur
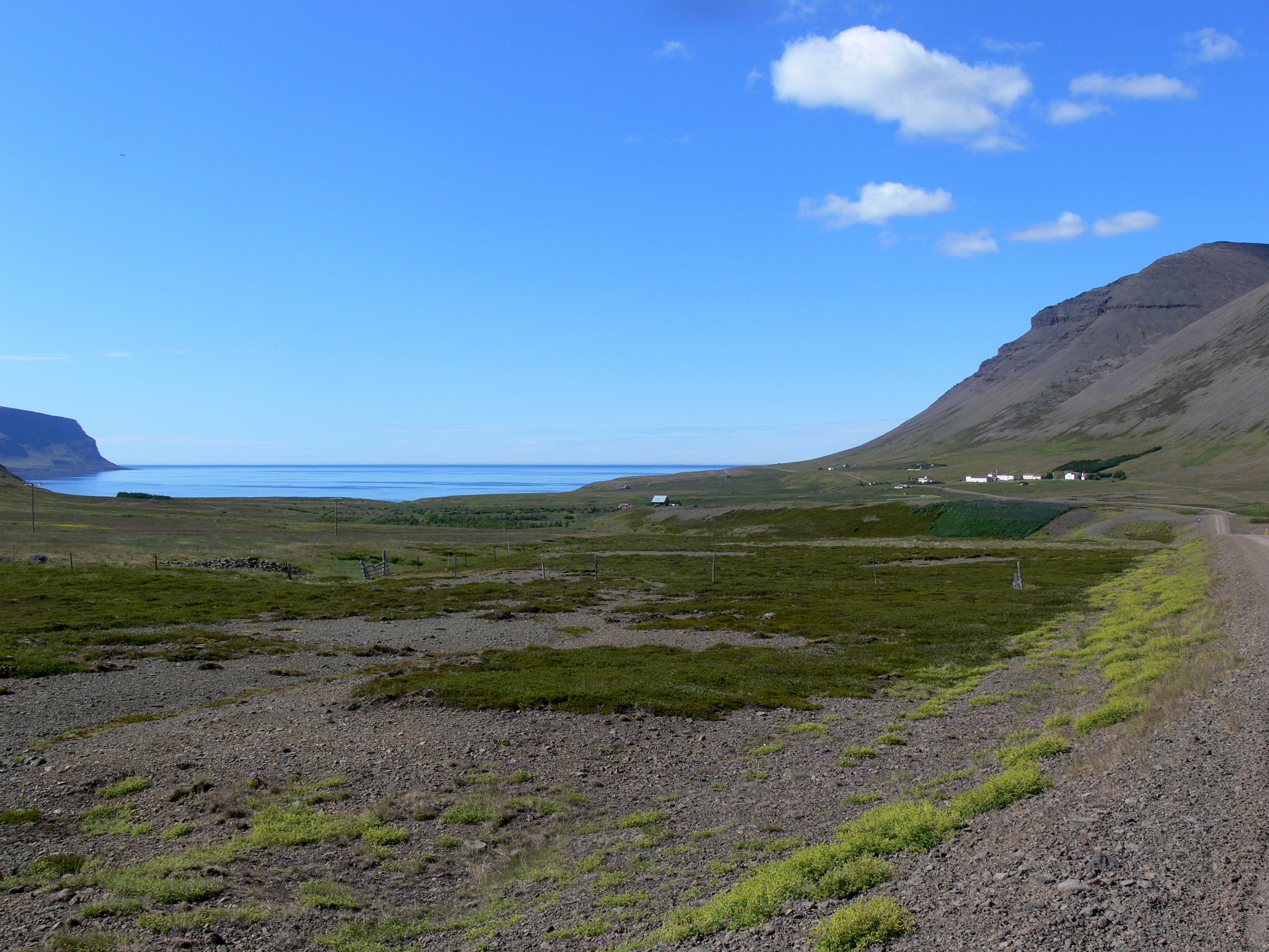
Blick zum Fjordausgang. Im Hintergrund der frühere Häuptlingssitz Núpur.
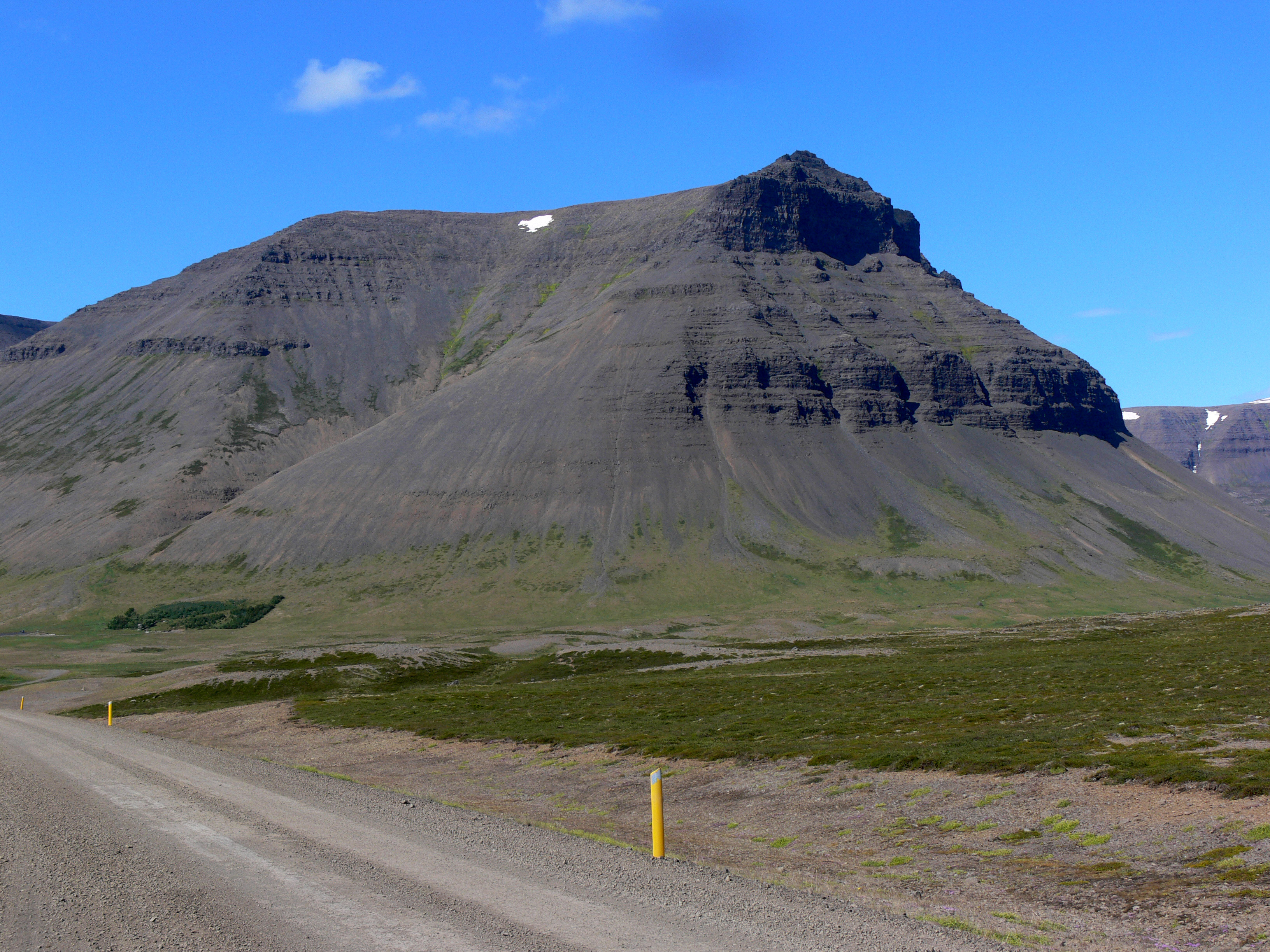
Über Núpur erhebt sich ein mächtiger Berg gleichen Namens.
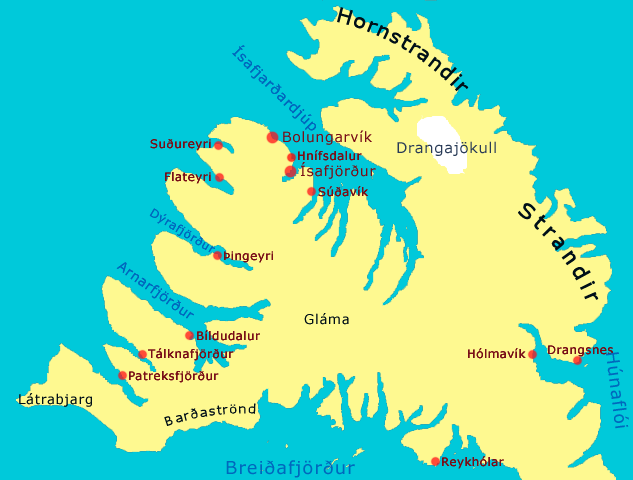
Übersicht über die Westfjorde.